# Myzus varians
Myzus varians är en insektsart som beskrevs av Davidson 1912. Myzus varians ingår i släktet Myzus och familjen långrörsbladlöss. Inga underarter finns listade i Catalogue of Life.